# Pro League 2024-25
La temporada 2024-25 fue la 122.ª temporada de la Primera División de Bélgica la máxima categoría del fútbol profesional en Bélgica. El torneo comenzó el 26 de julio de 2024 y finalizó el 29 de mayo de 2025.
El Club Brujas fue el campeón defensor tras obtener la pasada temporada su decimonoveno título de liga.

## Formato
La Pro League belga continuó con el formato que volvió a implementarse desde la temporada anterior. Después de la temporada regular, los seis mejores equipos se clasificaron para los Play-offs de Champions (comúnmente llamados "Play-offs I"), los equipos del 7.º al 12.º lugar se clasificaron para los Play-offs de Europa (comúnmente llamados "Play-offs II"), los últimos cuatro equipos (del 13 al 16) jugaron los play-offs de descenso, después de lo cual los dos últimos equipos descendieron directamente y el equipo que finalizó 14.º en la tabla general jugó un play-off contra el tercer clasificado de la Challenger Pro League por el puesto final en la Pro League belga 2025-26.

## Ascensos y descensos
Los equipos que fueron relegados a la Challenger Pro League la temporada pasada fueron: Molenbeek que descendió después de una breve estancia de una temporada  y Eupen que perdió la categoría después de ocho temporadas en la máxima división. 
Fueron reemplazados por el Beerschot, campeón de la Challenger Pro League 2023-24, que volvió a la Pro League después de dos años de ausencia. Además del Dender EH, que ascendió después de pasar quince años en la segunda categoría del fútbol belga.
| Pos. | Descendido de la Pro League 2023-24 |
| ---- | ----------------------------------- |
| 15.° | RWD Molenbeek                       |
| 18.° | KAS Eupen                           |

| Pos. | Ascendidos de la Segunda División de Bélgica 2023-24 |
| ---- | ---------------------------------------------------- |
| 1.°  | K Beerschot VA                                       |
| 2.°  | FCV Dender EH                                        |

## Equipos participantes
| Club                 | Ciudad       | Estadio                       | Capacidad |
| -------------------- | ------------ | ----------------------------- | --------- |
| RSC Anderlecht       | Bruselas     | Estadio Constant Vanden Stock | 21 500    |
| K Beerschot VA       | Amberes      | Estadio Olímpico de Amberes   | 12 771    |
| R. Charleroi SC      | Charleroi    | Estadio del País de Charleroi | 14 000    |
| Círculo de Brujas    | Brujas       | Estadio Jan Breydel           | 29 042    |
| Club Brujas          | Brujas       | Estadio Jan Breydel           | 29 042    |
| FCV Dender EH        | Denderleeuw  | Van Roystadion                | 6429      |
| KRC Genk             | Genk         | Cegeka Arena                  | 24 956    |
| KAA Gante            | Gante        | Ghelamco Arena                | 20 000    |
| KV Kortrijk          | Kortrijk     | Guldensporen Stadion          | 9399      |
| Oud-Heverlee Leuven  | Lovaina      | Den Dreef Stadion             | 10 000    |
| RKV Malinas          | Mechelen     | Stadion Achter de Kazerne     | 16 700    |
| Royal Antwerp        | Amberes      | Bosuilstadion                 | 12 975    |
| Sint-Truidense VV    | Sint-Truiden | Stayen                        | 14 600    |
| Standard Lieja       | Lieja        | Estadio Maurice Dufrasne      | 30 023    |
| Union Saint-Gilloise | Saint-Gilles | Stade Joseph Marien           | 8000      |
| KVC Westerlo         | Westerlo     | Het Kuipje                    | 8035      |

## Temporada regular

### Tabla de posiciones
| Pos. | Equipo               | Pts. | PJ | G  | E  | P  | GF | GC | Dif. | Clasificación  |
| ---- | -------------------- | ---- | -- | -- | -- | -- | -- | -- | ---- | -------------- |
| 1    | Genk                 | 68   | 30 | 21 | 5  | 4  | 55 | 33 | +22  | Play-offs I    |
| 2    | Club Brujas          | 59   | 30 | 17 | 8  | 5  | 65 | 36 | +29  | Play-offs I    |
| 3    | Union Saint-Gilloise | 55   | 30 | 15 | 10 | 5  | 49 | 25 | +24  | Play-offs I    |
| 4    | Anderlecht           | 51   | 30 | 15 | 6  | 9  | 50 | 27 | +23  | Play-offs I    |
| 5    | Royal Antwerp        | 46   | 30 | 12 | 10 | 8  | 47 | 32 | +15  | Play-offs I    |
| 6    | Gent                 | 45   | 30 | 11 | 12 | 7  | 41 | 33 | +8   | Play-offs I    |
| 7    | Standard de Lieja    | 39   | 30 | 10 | 9  | 11 | 22 | 35 | −13  | Play-offs II   |
| 8    | Mechelen             | 38   | 30 | 10 | 8  | 12 | 45 | 40 | +5   | Play-offs II   |
| 9    | Westerlo             | 37   | 30 | 10 | 7  | 13 | 50 | 49 | +1   | Play-offs II   |
| 10   | Royal Charleroi      | 37   | 30 | 10 | 7  | 13 | 36 | 36 | 0    | Play-offs II   |
| 11   | Oud-Heverlee Leuven  | 37   | 30 | 8  | 13 | 9  | 28 | 33 | −5   | Play-offs II   |
| 12   | Dender EH            | 32   | 30 | 8  | 8  | 14 | 33 | 51 | −18  | Play-offs II   |
| 13   | Círculo de Brujas    | 32   | 30 | 7  | 11 | 12 | 29 | 44 | −15  | Grupo Descenso |
| 14   | Sint-Truidense       | 31   | 30 | 7  | 10 | 13 | 40 | 55 | −15  | Grupo Descenso |
| 15   | Kortrijk             | 26   | 30 | 7  | 5  | 18 | 28 | 55 | −27  | Grupo Descenso |
| 16   | Beerschot            | 18   | 30 | 3  | 9  | 18 | 26 | 60 | −34  | Grupo Descenso |

 Fuente: Soccerway
Criterios de clasificación: 1) Puntos; 2) Partidos ganados; 3) Gol diferencia; 4) Goles anotados; 5) Sorteo.
Notas:
1. ↑  El ganador de la fase regular se clasificó a la Liga Europa de la UEFA 2025-26, debido a que no clasificó a la Liga de Campeones de la UEFA 2025-26 mediante los Play-offs I.

### Resultados
| Local \ Visitante    | AND | ANT | BER | CER | CHA | CLU | DEN | GNK | GNT | KVK | MEC | OHL | STA | STR | USG | WES |
| -------------------- | --- | --- | --- | --- | --- | --- | --- | --- | --- | --- | --- | --- | --- | --- | --- | --- |
| Anderlecht           |     | 2–0 | 2–1 | 3–0 | 0–0 | 0–3 | 2–3 | 0–2 | 6–0 | 4–0 | 4–1 | 1–1 | 3–0 | 1–0 | 0–2 | 2–2 |
| Royal Antwerp        | 1–2 |     | 5–0 | 3–0 | 1–3 | 2–1 | 1–1 | 2–2 | 0–1 | 2–1 | 0–1 | 2–2 | 3–0 | 6–1 | 2–0 | 3–2 |
| K Beerschot VA       | 2–1 | 1–1 |     | 3–2 | 1–1 | 2–2 | 1–2 | 3–4 | 0–0 | 2–2 | 1–0 | 0–0 | 0–0 | 0–3 | 0–4 | 1–2 |
| Círculo de Brujas    | 0–5 | 0–0 | 4–1 |     | 2–0 | 1–3 | 0–0 | 2–3 | 2–1 | 1–2 | 1–0 | 1–0 | 1–1 | 1–1 | 0–0 | 1–1 |
| Charleroi            | 0–1 | 0–1 | 3–0 | 1–1 |     | 1–1 | 5–0 | 1–1 | 1–0 | 1–0 | 0–1 | 0–2 | 1–1 | 2–1 | 1–2 | 1–0 |
| Club Brujas          | 2–1 | 1–0 | 4–2 | 3–0 | 4–2 |     | 4–1 | 2–0 | 2–4 | 1–1 | 1–1 | 1–0 | 1–2 | 7–0 | 1–1 | 4–3 |
| Dender EH            | 1–1 | 1–3 | 0–0 | 0–1 | 1–0 | 1–2 |     | 0–1 | 0–0 | 4–1 | 2–5 | 1–1 | 0–2 | 2–1 | 0–0 | 1–0 |
| K. R. C. Genk        | 2–0 | 2–0 | 1–0 | 2–1 | 3–0 | 3–2 | 4–0 |     | 0–0 | 3–2 | 2–1 | 2–0 | 0–0 | 3–2 | 2–1 | 1–0 |
| K. A. A. Gante       | 1–0 | 1–1 | 3–2 | 1–1 | 1–1 | 1–1 | 1–2 | 0–2 |     | 1–2 | 2–0 | 3–0 | 5–0 | 2–0 | 1–3 | 4–1 |
| Kortrijk             | 0–2 | 1–2 | 1–0 | 1–1 | 0–1 | 0–3 | 0–3 | 2–1 | 0–1 |     | 3–1 | 2–0 | 1–0 | 1–1 | 1–2 | 1–2 |
| KV Malinas           | 1–3 | 1–1 | 3–0 | 2–0 | 5–2 | 1–2 | 2–1 | 1–2 | 3–3 | 3–0 |     | 5–0 | 0–0 | 1–1 | 1–1 | 2–4 |
| OH Leuven            | 0–0 | 1–1 | 2–0 | 1–1 | 1–0 | 0–1 | 3–2 | 3–1 | 0–0 | 1–1 | 1–0 |     | 2–0 | 3–2 | 1–1 | 0–0 |
| Standard de Lieja    | 0–2 | 0–0 | 1–0 | 1–0 | 2–1 | 1–0 | 1–0 | 1–2 | 0–1 | 1–0 | 0–0 | 1–1 |     | 2–1 | 0–0 | 1–2 |
| Sint-Truidense       | 0–2 | 1–1 | 2–0 | 1–1 | 1–4 | 2–2 | 3–3 | 2–2 | 1–1 | 4–2 | 2–1 | 2–1 | 1–2 |     | 0–0 | 2–0 |
| Union Saint-Gilloise | 0–0 | 2–1 | 3–1 | 1–3 | 1–0 | 2–2 | 4–1 | 4–0 | 0–0 | 3–0 | 0–1 | 1–0 | 3–0 | 2–1 |     | 3–1 |
| Westerlo             | 2–0 | 1–2 | 2–2 | 3–0 | 1–3 | 1–2 | 2–0 | 1–2 | 2–2 | 4–0 | 1–1 | 1–1 | 4–2 | 1–2 | 4–3 |     |

## Play-offs I
Cada equipo inició con la mitad de puntos obtenidos en la temporada regular, en algunos casos se redondeó el valor.

### Tabla de posiciones
| Pos. | Equipo                   | Pts. | PJ | G | E | P | GF | GC | Dif. | Clasificación                         |
| ---- | ------------------------ | ---- | -- | - | - | - | -- | -- | ---- | ------------------------------------- |
| 1    | Union Saint-Gilloise (C) | 56   | 10 | 9 | 1 | 0 | 22 | 3  | +19  | Fase de liga de la Liga de Campeones  |
| 2    | Club Brujas              | 53   | 10 | 7 | 2 | 1 | 21 | 6  | +15  | Tercera ronda de la Liga de Campeones |
| 3    | Genk                     | 47   | 10 | 4 | 1 | 5 | 14 | 11 | +3   | Ronda de play-off de la Liga Europa   |
| 4    | Anderlecht               | 36   | 10 | 3 | 1 | 6 | 12 | 13 | −1   | Segunda ronda de la Liga Europa       |
| 5    | Royal Antwerp            | 32   | 10 | 2 | 3 | 5 | 10 | 18 | −8   | Play-off por competencias europeas    |
| 6    | Gent                     | 26   | 10 | 1 | 0 | 9 | 4  | 32 | −28  |                                       |

 Fuente: Soccerway
Criterios de clasificación: 1) Puntos; 2) Puntos sin redondeo; 3) Posición en la temporada regular.
|                                          |
| Bandera de Bélgica                       |
| Campeón Union Saint-Gilloise 12.º título |

### Resultados
| Local \ Visitante    | AND | ANT | CLU | GNK | GNT | USG |
| -------------------- | --- | --- | --- | --- | --- | --- |
| Anderlecht           |     | 0–0 | 1–3 | 1–2 | 5–0 | 0–1 |
| Royal Antwerp        | 1–3 |     | 2–3 | 1–1 | 0–1 | 0–4 |
| Club Brujas          | 2–0 | 1–1 |     | 1–0 | 4–1 | 0–1 |
| K. R. C. Genk        | 2–1 | 0–1 | 0–2 |     | 4–0 | 0–1 |
| K. A. A. Gante       | 0–1 | 0–3 | 0–5 | 1–4 |     | 0–3 |
| Union Saint-Gilloise | 2–0 | 5–1 | 0–0 | 1–2 | 3–1 |     |

## Play-offs II
Cada equipo inició con la mitad de puntos obtenidos en la temporada regular, en algunos casos se redondeó el valor.

### Tabla de posiciones
| Pos. | Equipo              | Pts. | PJ | G | E | P | GF | GC | Dif. | Clasificación                      |
| ---- | ------------------- | ---- | -- | - | - | - | -- | -- | ---- | ---------------------------------- |
| 1    | Royal Charleroi (O) | 40   | 10 | 6 | 3 | 1 | 19 | 10 | +9   | Play-off por competencias europeas |
| 2    | Westerlo            | 33   | 10 | 3 | 5 | 2 | 19 | 16 | +3   |                                    |
| 3    | Mechelen            | 31   | 10 | 2 | 6 | 2 | 17 | 17 | 0    |                                    |
| 4    | Dender EH           | 29   | 10 | 3 | 4 | 3 | 20 | 21 | −1   |                                    |
| 5    | Standard de Lieja   | 27   | 10 | 0 | 7 | 3 | 5  | 8  | −3   |                                    |
| 6    | Oud-Heverlee Leuven | 27   | 10 | 1 | 5 | 4 | 11 | 19 | −8   |                                    |

 Fuente: Soccerway
Criterios de clasificación: 1) Puntos; 2) Puntos sin redondeo; 3) Posición en la temporada regular.

### Resultados
| Local \ Visitante   | CHA | DEN | OHL | MEC | STA | WES |
| ------------------- | --- | --- | --- | --- | --- | --- |
| Royal Charleroi     |     | 4–1 | 2–1 | 3–0 | 1–0 | 4–3 |
| Dender EH           | 2–1 |     | 5–0 | 2–2 | 1–1 | 1–0 |
| Oud-Heverlee Leuven | 0–0 | 4–4 |     | 1–2 | 1–1 | 0–2 |
| Mechelen            | 1–1 | 5–2 | 1–1 |     | 0–0 | 2–3 |
| Standard de Lieja   | 0–1 | 0–0 | 0–1 | 2–2 |     | 1–1 |
| Westerlo            | 2–2 | 4–2 | 2–2 | 2–2 | 0–0 |     |

### Play-off por competencias europeas
Partido único entre el quinto clasificado del grupo campeonato, Royal Antwerp, y el Royal Charleroi, vencedor de los play-offs II, con localía para el equipo procedente del grupo campeonato. El ganador se clasificó para competiciones europeas.
| 29 de mayo de 2025 | Royal Antwerp | 1 – 2   | Royal Charleroi             | Bosuilstadion, Amberes                                      |                                                             |
| 18:30 (UTC+2)      | Bayo 86'      | Reporte | - Keita 67' - Guiagon 90+5' | Asistencia: 14 008 espectadores Árbitro(s): Erik Lambrechts | Asistencia: 14 008 espectadores Árbitro(s): Erik Lambrechts |

## Grupo Descenso
Cada equipo inició con la totalidad de puntos obtenidos en la temporada regular.

### Tabla de posiciones
| Pos. | Equipo                | Pts. | PJ | G | E | P | GF | GC | Dif. | Descenso                    |
| ---- | --------------------- | ---- | -- | - | - | - | -- | -- | ---- | --------------------------- |
| 1    | Sint-Truidense        | 41   | 6  | 3 | 1 | 2 | 9  | 10 | −1   |                             |
| 2    | Círculo de Brujas (O) | 39   | 6  | 2 | 1 | 3 | 10 | 13 | −3   | Play-off por la permanencia |
| 3    | Kortrijk (D)          | 37   | 6  | 3 | 2 | 1 | 12 | 8  | +4   | Descenso de categoría       |
| 4    | Beerschot (D)         | 24   | 6  | 2 | 0 | 4 | 10 | 10 | 0    | Descenso de categoría       |

 Fuente: Soccerway
Criterios de clasificación: 1) Puntos; 2) Posición en la temporada regular.

### Resultados
| Local \ Visitante | BER | CIR | KOR | STR |
| ----------------- | --- | --- | --- | --- |
| Beerschot         |     | 4–2 | 2–0 | 0–1 |
| Círculo de Brujas | 2–1 |     | 0–2 | 3–1 |
| Kortrijk          | 3–2 | 2–2 |     | 2–2 |
| Sint-Truidense    | 2–1 | 3–1 | 0–3 |     |

### Play-off por la permanencia
| Ida; 18 de mayo de 2025 | Patro Eisden Maasmechelen | 1 – 5   | Círculo de Brujas                                                 | Estadio Patro, Maasmechelen                               |                                                           |
| 19:15 (UTC+2)           | Mabanza 90+3'             | Reporte | - Agyekum 8', 51' - Brunner 25' - Felipe Augusto 58' - Somers 84' | Asistencia: 5000 espectadores Árbitro(s): Nicolas Laforge | Asistencia: 5000 espectadores Árbitro(s): Nicolas Laforge |

| Vuelta; 23 de mayo de 2025 | Círculo de Brujas                                    | 3 – 1 (Global 8 – 2) | Patro Eisden Maasmechelen | Estadio Jan Breydel, Brujas                          |                                                      |
| 20:45 (UTC+2)              | - Nazinho 5' - Felipe Augusto 24' (pen.) - Erick 79' | Reporte              | Van Landschoot 67'        | Asistencia: 29 062 espectadores Árbitro(s): Wim Smet | Asistencia: 29 062 espectadores Árbitro(s): Wim Smet |